# Mât de Lalaing
Le Mât de Lalaing est une œuvre d'art de Jacques de Lalaing (1858-1917). Il s'agit d'un poteau électrique situé à l'entrée du parc Josaphat, à l'intersection des avenues Paul Deschanel, Voltaire et Louis Bertrand dans la commune bruxelloise de Schaerbeek. Il est classé patrimoine immobilier protégé depuis 2009.
Son intérêt majeur réside dans le fait d'avoir associé la technique et l'art dans une même œuvre. Le mât devait, en effet, célébrer l'avènement de l'électricité dans l'éclairage public. Les compositions de sculpture animalière, les mouvements des félins sont en symbiose avec les courbes du pied de la composition et confèrent à cette œuvre une dynamique et une vigueur qui relève encore de l'Art nouveau.
Il s'agit, dès lors, d'un témoignage tout à fait unique à Bruxelles d'un lampadaire/sculpture dans l'espace public. 
L'œuvre, de style art nouveau, également intitulée Le Combat des Tigres et des Serpents, est réalisée en bronze et mesure treize, mètres de haut.  

## Histoire

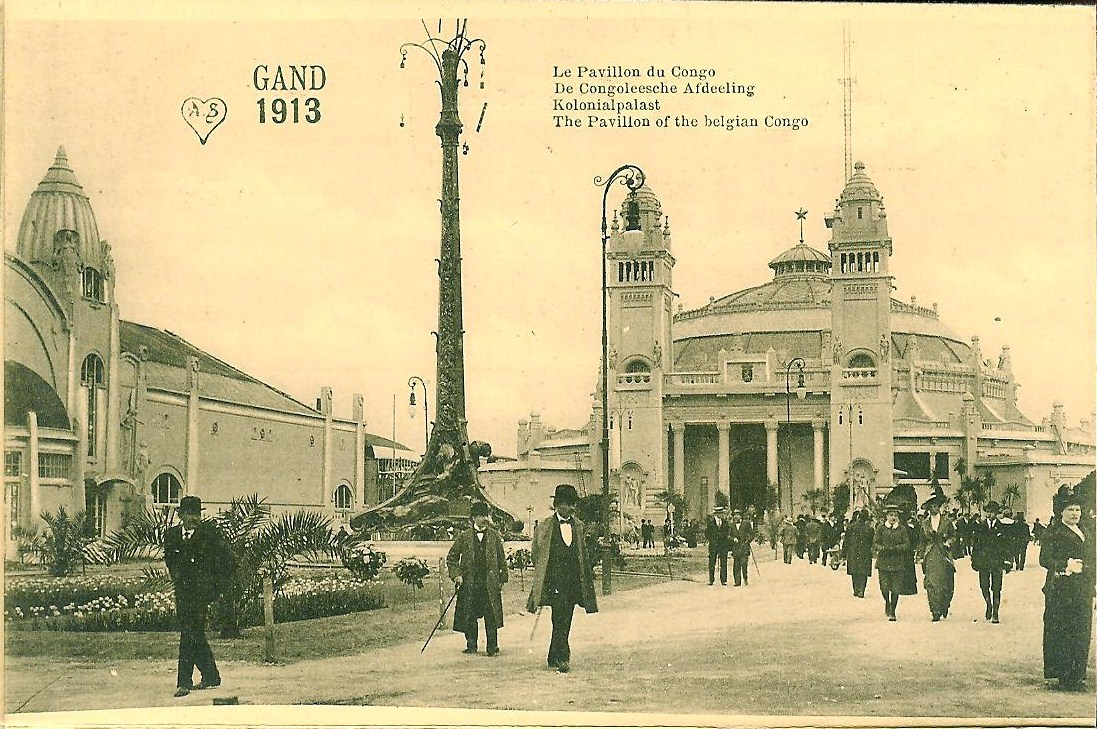
Pendant l'Exposition universelle de Gand.

Fasciné par les félins, en 1886, Jacques de Lalaing, achète un tigre au zoo d'Anvers qu'il garde dans le jardin de son hôtel particulier, rue Ducale à Bruxelles. Au Salon de Bruxelles de 1887, il présente un projet en plâtre du futur lampadaire. Selon le critique d'art Lucien Solvay, la statue de Jacques de Lalaing, ingénieuse et moderne, est nouvelle par son application, par son caractère, et également par la manière dont l'artiste a interprété la nature, sincèrement et décorativement. Il s'agit d'une œuvre de mouvement représentant un combat de tigres et de serpents échafaudés en forme de trépied pour servir de base à un mât électrique. Quant au chroniqueur du Journal de Bruxelles, il voit l'œuvre comme une fantaisie de grand seigneur et une tentative hardie et originale. 
Durant plusieurs années, l'artiste tente d'intégrer son œuvre dans l'espace public et la remodèle. Plusieurs projets d'emplacements sont écartés : au square Ambiorix en 1888, en face de la Gare de Bruxelles-Midi en 1893, et, l'année suivante sur la Place de Brouckère.

Le mât est finalement présenté lors de l'Exposition universelle de 1913 à Gand. L'accueil par le public et la critique est favorable. Le critique du quotidien L'Indépendance belge écrit 

« Faire un mât électrique qui fût tout à la fois artistique et pratique, réaliser en même temps une chose utile et belle : qui donc, mieux que le comte de Lalaing a réalisé le mât idéal ? Voyez ce mât électrique, ce bronze de la Fonderie Nationale des Bronzes, admirez-le dans sa conception et son exécution […]. Il y a là des tigres et des panthères, de vraies bêtes fauves, des carnassiers non domestiqués, farouches, violents, terribles, qui luttent contre des serpents, dont toute la force gît dans la ruse et la souplesse. L'œuvre est superbe et d'une beauté éclatante. »

Pendant l'occupation de la Belgique par les Allemands, durant la guerre de 1914-1918, le mât est démonté et les pièces en bronze, convoitées par l'occupant, sont enterrées afin de les protéger. En 1926, les héritiers du sculpteur font don de l'œuvre d'art, estimée à une valeur de 300000 francs, à la ville de Bruxelles qui, en raison du manque d'emplacement dû aux exigences de la circulation, décide de l'offrir à la commune Schaerbeek. Il est donc érigé, à l'entrée du parc Josaphat, au carrefour des avenues Paul Deschanel, Voltaire et Louis Bertrand, au milieu d'un site urbain et pittoresque. Son inauguration, le 3 octobre 1926, par Raymond Foucart, bourgmestre de Schaerbeek, donne lieu à des fêtes populaires.
En 1953, le mât, alors complètement abîmé par les intempéries, est démonté puis stocké dans l'entrepôt communal pendant plus de cinquante ans. En 1993, privé de ses lumières, il est remonté à Schaerbeek sur la place Colignon. En 2006, il est de nouveau placé à son emplacement initial. Le 4 juin 2009, à la demande, introduite le 2 octobre précédent, du Collège des Bourgmestre et Echevins de la commune de Schaerbeek, propriétaire, l'entièreté de œuvre est classée par le gouvernement de la Région de Bruxelles-Capitale comme patrimoine protégé. En 2012 et 2013, le mât est entièrement restauré et demeure à son emplacement d'origine.

## Description

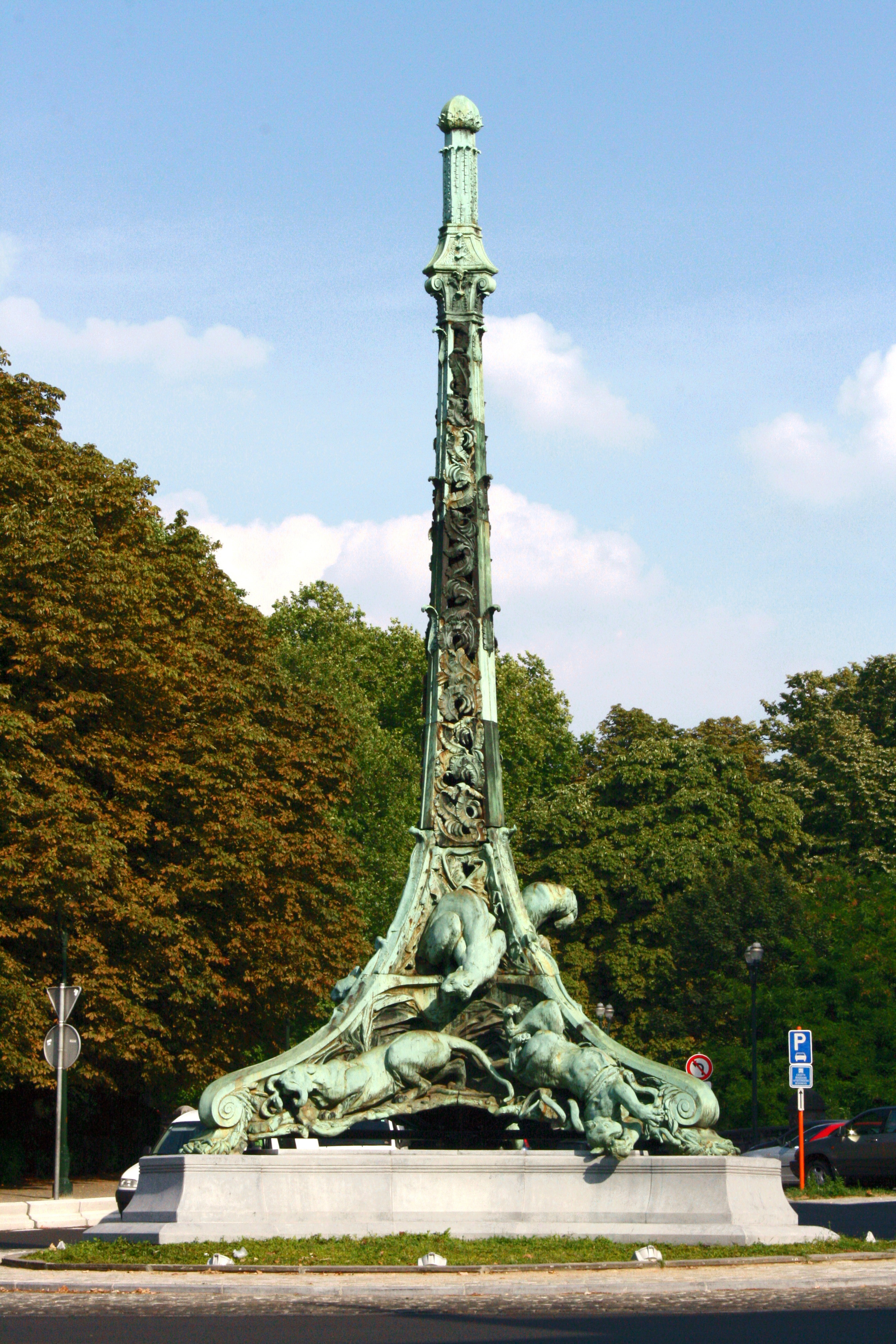
Mât de Lalaing.

Le mât en bronze, de style Art nouveau, est composé de trois parties : un couronnement, initialement pourvu d'un dispositif de quatre lampes à arcs, un long fût et une partie inférieure composée de trois reliefs. La hauteur totale actuelle avoisine les 13 mètres, soit environ cinq mètres de moins que l'édifice original.
De la partie supérieure, l'installation d'éclairage qui lui donnait une silhouette de bananier a disparu. Au-dessus du double chapiteau s'élève le fût, de section hexagonale couronné d'un gland. Dans sa moitié inférieure, le fût s'évase vers le bas. Il se compose tantôt de surfaces planes, nervurées en leur milieu, tantôt de surfaces concaves intégralement couvertes de feuilles de bananier. Le socle en pierre bleue est dû à l'architecte Joseph Diongre.